# Denys III d'Antioche
Denys III d'Antioche fut patriarche d'Antioche de l'Église jacobite du 28 novembre 957 au 2 juin 961.